# Sander Hammer
Sander Hammer (Genemuiden, 20 mei 1906 – Rotterdam, 10 mei 1968) was een Nederlands politicus van de ARP.
Hij werd geboren als zoon van Rijk Hammer (1869-19??, gemeentebode) en Margje Brouwer (1877-1944). Hij was begin jaren 20 volontair bij de gemeentesecretarie van Genemuiden en werd daar in 1925 ambtenaar ter secretarie. In 1936 vertrok Hammer naar de Hoeksche Waard om burgemeester te worden van de gemeenten Goudswaard en Piershil. Hij werd in 1938 bovendien burgemeester van Nieuw-Beijerland. Nadat hij in 1944 ontslagen was, kregen die gemeenten een NSB'er als waarnemend burgemeester. Na de bevrijding keerde Hammer terug. Hij werd in 1949 burgemeester van Oud-Beijerland. In 1964 was Nicolaas van der Brugge, burgemeester van Giessenburg, enige tijd waarnemend burgemeester van Oud-Beijerland. Vanwege gezondheidsredenen werd Hammer midden 1966 ontslag verleend. Twee jaar later overleed hij op 61-jarige leeftijd.
In Oud-Beijerland is naar hem de 'Burgemeester Hammerbaan' vernoemd.